# Избранные (фильм, 1982)
«Избранные» (исп. Los elegidos) — фильм 1982 года, драма Сергея Соловьёва о жизни эмигрантов в Латинской Америке, поставленный по одноимённому роману Альфонсо Лопеса Микельсена.

## Сюжет
Вторая мировая война. Господин Б. К. (Леонид Филатов) — состоятельный немец, барон, преуспевающий бизнесмен, живущий в нацистской Германии. Ненавидя порядки и идеологию нацизма, он в конце 1944 года сумел выехать в Колумбию, где живёт его брат и где размещён основной капитал его фирмы. Там Б. К. попал в среду богатейших людей — тех самых «избранных», имеющих слабые представления о чести и морали.
В Колумбии он встречает любовь всей своей жизни — простую и добрую молодую женщину Ольгу Риос (Татьяна Друбич). Через некоторое время он оказывается втянут в сомнительную финансовую операцию с торговлей акциями на бирже и теряет состояние. Затем он оклеветан и обвиняется в сотрудничестве с нацистами, от него все отворачиваются, ему грозит тюрьма. По ходу повествования выясняется, что господин Б. К. действительно ради возможности уехать из Германии был вынужден формально согласиться на сотрудничество с секретными службами Третьего Рейха и подписать соответствующее заявление, которым его теперь шантажируют. Пытаясь спасти собственное положение, он предаёт свою возлюбленную — уступает её нужному человеку из американского посольства, который просил его когда-то об этом, и тот насилует её.
Но предательство не смогло спасти господина Б. К. от трагического конца — в итоге он теряет и деньги, и любовь, а затем и собственную жизнь.

В фильме рассказывается о постепенном крахе личности, безвольной и политически близорукой, лишённой внутреннего нравственного стержня.
— Сергей Соловьёв, "Советский экран", 1983, № 6, с. 10

## В ролях
- Леонид Филатов — господин Б. К., немецкий барон
- Татьяна Друбич — Ольга Риос
- Ампаро Грисалес — Мерседес
- Рауль Сервантес — Габриэль, сын Ольги
- Сантьяго Гарсиа — доктор Фаусто
- Карл Вест — Мьюир
- Луис Де Сулуэта — банкир Лаинес
- Александр Пороховщиков — Линдинг, чин СС, в прошлом — друг Б. К.
- Сергей Шебеко — агент Линдинга
- Родриго Пардо — Фриц, брат Б. К.
- Лина Ботеро — дочь Лаинеса
- Рейнальдо Морэ — сенатор Перес
- Патриция Мильс — любовница Б. К.

## Съёмки
- Соавтор сценария фильма, бывший президент Колумбии — Альфонсо Лопес Микельсен и сосед по дому Гарсиа Маркеса, предоставил для съёмок особняк, который законсервировал на 30 лет после смерти сына, для которого строился этот дом[2].
- Съёмки фильма контролировала местная мафия[3][4].
- Сергей Соловьёв собирался снять в роли Б. К. Александра Кайдановского, но актёр в начале 1980-х годов был «невыездным» из-за своих связей с Андреем Тарковским[5].

Я в ужасе стал вспоминать актёра, который мог бы сыграть этого необыкновенно сложного героя. Я мучительно перебирал актеров, которых когда-либо знал, и вспомнил Лёню. Вспомнил, прежде всего как поэта, поскольку он писал множество пародий, в которых была не столько насмешка над другими, сколько удивительно яркое и красивое личное творчество. Когда ехал встречать Лёню в Боготе, сомневался: а вдруг этот облик — мои абстрактные соображения о человеке? Вдруг приедет совсем другой? А приехал человек, в сто раз лучший, чем я о нём думал. Это фантастический, превосходнейший, тончайший человек, это личность, он в сотни раз лучше, чем всё, что им написано, сыграно. Он был одним из самых хороших людей, которых я видел.
— Сергей Соловьёв

## Оценки фильма
Киновед А. И. Липков отметил, что фильм имел успех у зрителей, чему «способствовала крепкая фабульная организация вещи, её драматизм». В прессе его «хвалили, но в основном публицисты, интересующиеся международной тематикой, — они одобрили политическую антифашистскую направленность фильма». Сдержанную реакцию коллег по кинематографическому цеху он объяснял их «непониманием или невниманием». Критик считал, что «Соловьёв делал фильм до конца свой, органично выросший из всего, о чём размышлял, что снимал прежде», при этом «он не бежал ни от себя, ни от России, ни от современности». Он назвал картину «честной, до конца искренней, мастерской в своём воплощении, свободно, точно и тонко снятой оператором Павлом Лебешевым».

В рецензии в журнале «Искусство кино» отмечено: «Тривиальнейшая на первый взгляд история барона Б. К. стала пусть не широкомасштабным, но подлинным художественным открытием, узнаванием характера, типа, который гораздо шире конкретной фабулы, сюжета, темы и даже социальных рамок».
Игра Л. Филатова как-то почти неощутимо, естественно переходит в другое измерение. Если раньше он произносил монологи и реплики своего героя как бы слившись с ним, то теперь, оставаясь таким же убедительным, точным в каждом слове и жесте, он отстраняется от Б. К. Его исполнение обретает два противоположных знака, как у числа после извлечения из него квадратного корня: положительный - как достоверность, отрицательный - как столь же явная ироничность по отношению к персонажу. Все слова и мысли Б. К., которые сами по себе, казалось бы, не могут не вызвать сочувствия, превращаются в инструмент разоблачения.
Киновед и кинокритик А. В. Фёдоров назвал фильм «лучшим советским фильмов „латиноамериканской серии“». Он выделял режиссёрскую работу С. Соловьёва.

В «Избранных», конечно же, сразу узнаешь его режиссёрскую манеру. Быстрой волной влетает ветер в окно маленькой парикмахерской. Звучит грустно-прозрачная музыка, и стройная девушка в белом халате печальными, широко раскрытыми глазами смотрит, как надуваются паруса занавески, как скользят по паркету осколки резного стекла. Она медленно наклоняется над ними, и единственный посетитель, некто Б. К., понимает, что влюблён в эту загадочную девушку по имени Ольга. И она, кротким взглядом коснувшись его лица, тоже понимает это… Ветер стихает, все как будто прежнее, но в отношениях героев все изменилось за несколько секунд….
При этом режиссёр поставил не лирический фильм о любви, а «политическую драму, обличающую конформизм». «Как только его имя появляется в „чёрных списках ЦРУ“, — пишет А. В. Фёдоров, — Б. К. готов на все — унижаться, продать любимую женщину».
Критик оценил игру исполнителей двух главных ролей:

Л. Филатов (1946—2003) легко мог сделать своего героя законченным негодяем, трусом, моральным ничтожеством. Но ему, как и С. Соловьеву, важнее было показать фигуру неоднозначную. Б. К. умен, обаятелен, нацизм ненавидит вполне искренне. Беда в том, что весь его либерализм — лишь слова…<…> В «Избранных» Т. Друбич впервые столкнулась с чужими обычаями, культурой, традициями, историческим материалом. Наверное, потому в её игре иногда ощущается скованность, хотя у актрисы есть и поразительные сцены (исповедь в церкви, «визит» к американцу).